# Martha Wainwright
Martha Wainwright (født 8. maj 1976) er en canadisk sangerinde. Hun er datter af Kate McGarrigle og søster til Rufus Wainwright.
Martha Wainwright blev født i Montreal, Canada, som datter af musikerne Loudon Wainwright III og Kate McGarrigle og som lillesøster til Rufus Wainwright. Der er med andre ord musikalitet i årerne hos sangerinden og sangskriveren.
Efter en tur omkring dramalinjen på universitetet begyndte Martha i midten af 90'erne at hellige sig musikken. Hun optrådte på klubber og kaffebarer og udsendte i 1997 kassettebåndet 'Ground Floor', alt imens hun turnerede med brormand Rufus.
Som tilfældet var med broren flyttede Martha også til New York og udgav i 2002 EP'en 'Factory'. Den blev i 2005 fulgt op af endnu en EP, 'Bloody Motherfu*king As*hole', der på trods af den brutale titel bød på en håndfuld elegante numre – bl.a. titelnummeret, der var et opgør med faren Loudon Wainwright III.
Senere samme år fulgte hendes selvbetitlede albumdebut, der på fin vis legede med alt fra sart folk, sprød country, smukke ballader og afdæmpet kabaret. Krydret med stærke selvbiografiske, næste voyeuristiske, tekster, der vekslede mellem det skrøbelige, det indestængte, det bidske og det vemodigt rørstrømske.

## Albums
- Martha Wainwright (album) (20025